# La virgen de las siete calles
"La Virgen de las Siete Calles" (Português: "A Virgem das Sete Ruas") é uma novela feita em Santa Cruz de la Sierra, ambientado na época do passado, baseado na obra literária de mesmo nome do escritor Alfredo Flores. Foi produzido por Santa Cruz Films Producciones pra a televisão. 

## Enredo
Zorita é alegria no casamento feliz da Aurora e Antonio, mas a vida joga pra ela um mau destino de Zora Abrego até que ela encontra a o seu amor Carlos Toledo. A história tem lugar na época de Santa Cruz do passado e contém uma ácida crítica da sociedade de Santa Cruz dos anos 20 do século passado, assim como uma análise psicológica e sociológica da época. 

## Informação
Direção: Enrique Alfonso, Juan Miranda 
Produzido por: Santa Cruz Films Producciones (Safipro) 
Chefe de Produção: Maria del Carmen Alfonso 
Gerente de Produção: Gloria Natusch 
Baseado na obra literária de: Alfredo Flores 
Adaptação pra Televisão: Enrique Alfonso 
Protagonistas: Marisol Mendez, Juan Carlos Zambrana 
Ano: 1987 
N° capítulos: 15 
Duração: 35 min / cap. 
País: Bolívia 
Idioma: Castelhano, e O Falar popular de Santa Cruz de la Sierra

## Elenco
Zora Abrego - Marisol Mendez 
Carlos Toledo - Juan Carlos Zambrana 
Juvenal Roca - Agustin Saavedra 
Juan Bravo - Efrain Capobianco 
Alberto Chavez - Carlos Jordan 
A Tia - Betty Justiniano 
Antonio - Eduardo Galarza 
Aurora - Marisol Mendez 
Zorita (criança) - Claudia Alfonso 
Dona Concepción - Maria del Carmen Alfonso 
Tia Virgínia - Etelvina Peña 
Tia Petrona - Frida Soria 
Coloreta Gutierrez - Antonio Anzoategui 
A Comadre - Danny Matiezo 
Diego Marañon - Enrique Alfonso 
Ramirinho - Raul Bauer 
Aurelio - Luiz Balenzuela 

## Tema Musical
"Tema de La Virgen de las Siete Calles"
(Instrumental) 
Música interpretada por: 
Erwin Vaca Pereira – Harmônica 
Jose René Moreno - Guitarra 
Pablo Orellana, Otto Rau – Sintetizador